# Alfius pictipennis
Alfius pictipennis é uma espécie de artrópode pertencente à família Chrysomelidae.